# U-21-Fußball-Afrikameisterschaft 1989
Die U-21-Fußball-Afrikameisterschaft 1989 war die sechste Auflage des vom Afrikanischen Fußballverband (CAF) organisierten Turniers für Junioren-Fußball-Nationalmannschaften (U-21) Afrikas. Das Turnier begann am 30. April 1988 und endete am 14. Januar 1988. Sieger wurde Nigeria. Der Turniersieger qualifizierte sich zusammen mit dem unterlegenen Finalisten Mali für die Junioren-Weltmeisterschaft 1989 in Saudi-Arabien.

## Modus
Das Turnier wurde im K.-o.-System mit Hin- und Rückspielen ausgetragen. Bei Torgleichheit entschied die Auswärtstorregel über das Weiterkommen. Herrschte hier ebenso Gleichstand, wurde ohne vorherige Verlängerung ein Elfmeterschießen durchgeführt.

## Vorrunde
Die Hinspiele wurden am 30. April, die Rückspiele am 14. Mai 1988 ausgetragen.
|            | Gesamt |                              | Hinspiel | Rückspiel |
| ---------- | ------ | ---------------------------- | -------- | --------- |
| Mali       | 6:4    | Senegal                      | 4:0      | 2:4       |
| Guinea     | 4:2    | LiberiaKenia                 | 3:1      | 1:1       |
| Angola     | 3:4    | Zaire                        | 2:1      | 1:3       |
| Algerien   | :      | Mauretanien                  | :        | :         |
| Gabun      | :      | Zentralafrikanische Republik | :        | :         |
| Lesotho    | :      | Kenia                        | :        | :         |
| Madagaskar | :      | Mauritius                    | :        | :         |

Mauretanien, Zentralafrika, Kenia und Mauritius zogen ihre Mannschaft zurück. Alle übrigen Mannschaften hatten spielfrei.

## Achtelfinale
Die Hinspiele wurden am 25. Juni, die Rückspiele am 9. Juli 1988 ausgetragen.
|                | Gesamt      |            | Hinspiel | Rückspiel |
| -------------- | ----------- | ---------- | -------- | --------- |
| Mali           | (a) 2:2 (a) | Marokko    | 1:0      | 1:2       |
| Algerien       | (a) 2:2 (a) | Tunesien   | 0:0      | 2:2       |
| Guinea         | (a) 3:3 (a) | Ghana      | 3:2      | 0:1       |
| Zaire          | (a) 2:2 (a) | Nigeria    | 2:2      | 0:0       |
| Gabun          | 2:1         | Kamerun    | 2:0      | 0:1       |
| Ägypten        | :           | Somalia    | :        | :         |
| Lesotho        | :           | Madagaskar | :        | :         |
| Elfenbeinküste | :           | Togo       | :        | :         |

Somalia, Madagaskar und Togo zogen ihre Mannschaft zurück.

## Viertelfinale
Die Hinspiele wurden am 13., die Rückspiele am 27. August 1988 ausgetragen.
|         | Gesamt          |                | Hinspiel | Rückspiel |
| ------- | --------------- | -------------- | -------- | --------- |
| Mali    | (a) 3:3 (a)     | Ägypten        | 2:0      | 1:3       |
| Ghana   | 3:3 (4:5 i. E.) | Algerien       | 3:0      | 0:3       |
| Nigeria | 6:1             | Lesotho        | 4:0      | 2:1       |
| Gabun   | 2:4             | Elfenbeinküste | 1:0      | 1:4       |

## Halbfinale
Die Hinspiele wurden am 1., die Rückspiele am 15. Oktober 1988 ausgetragen.
|                | Gesamt      |         | Hinspiel | Rückspiel |
| -------------- | ----------- | ------- | -------- | --------- |
| Algerien       | (a) 1:1 (a) | Mali    | 1:1      | 0:0       |
| Elfenbeinküste | 2:4         | Nigeria | 2:2      | 0:2       |

## Finale
Das Hinspiel wurde am 1. Januar 1989 in Bamako, die Rückspiel am 14. Januar 1989 in Ibadan ausgetragen.
|      | Gesamt |         | Hinspiel | Rückspiel |
| ---- | ------ | ------- | -------- | --------- |
| Mali | 1:4    | Nigeria | 1:2      | 0:2       |

Nigeria wurde im Rückspiel durch Treffer von Mutiu Adepoju und Jimoh Balogun zum vierten Mal in Folge Afrikameister.

## Ergebnis
Nigeria und Mali qualifizierten sich für die Junioren-Weltmeisterschaft 1989 in Saudi-Arabien. Dort erreichte Nigeria hinter Portugal und vor der Tschechoslowakei sowie dem Gastgeber als Gruppenzweiter der Viertelfinale. Dort setzte sich der Afrikameister gegen die Sowjetunion durch und schaltete im Halbfinale die USA im Elfmeterschießen aus. Im Finale setzte sich wie bereits in der Gruppenphase Portugal durch. Mali schied in einer Gruppe mit Brasilien, den USA und der DDR als Gruppenletzter aus.